# Llista de revistes de l'Associació de Publicacions Periòdiques en Català
Aquesta és una llista de revistes de l'Associació de Publicacions Periòdiques en Català.
| Nom                                                    | Fundació | Fi              | Periodicitat  | Temàtica                                                                  | Edita                                                      | Seu                                                         | Web                                   | Versió digital | ISSN      |
| ------------------------------------------------------ | -------- | --------------- | ------------- | ------------------------------------------------------------------------- | ---------------------------------------------------------- | ----------------------------------------------------------- | ------------------------------------- | -------------- | --------- |
| Agro-cultura                                           |          |                 | Trimestral    | Agrària                                                                   |                                                            | Av. Universitària, 4-6 (Edifici FUB) Manresa 08242          | http://www.agrocultura.org            |                |           |
| Àmbits de psicopedagogia                               |          |                 | Trimestral    | Pedagogia                                                                 |                                                            | Collserola, 89 08290 Cerdanyola del Vallès                  | http://www.ambitsdepsicopedagogia.cat |                |           |
| Catequesi                                              | 1972     |                 | Bimestral     | Religiosa                                                                 | Secretariat Interdiocesà de Catequesi de Catalunya         | Carrer dels Àngels, 18 Barcelona                            |                                       |                |           |
| Teologia Actual                                        |          |                 | Trimestral    | Temes d'actualitat vistos des de la fe catòlica                           |                                                            | Sant Sever, 9 08001 Barcelona                               | http://teologiaactual.lesrevistes.cat |                |           |
| Dones                                                  |          |                 | Trimestral    | Les dones i la seva visibilitat a la societat                             | Associació de Dones Periodistes de Catalunya (ADPC)        | Rambla Catalunya, 10, 3r. 08007 Barcelona                   | http://www.donesdigital.cat           |                |           |
| Llengua Nacional                                       |          |                 | Trimestral    | Lingüística i sociolingüística                                            | Associació Llengua Nacional                                | Sant Pere més Alt, 25 Barcelona                             | http://www.llenguanacional.cat        |                |           |
| Protagonistes, ja!                                     |          |                 | Bimestral     | Infància i adolescència                                                   |                                                            | Vilamarí, 54 baixos 08015 Barcelona                         |                                       |                |           |
| Lletres                                                |          |                 | Bimensual     | Crítica literària i catàleg de novetats Editaials                         |                                                            | Av. de la República Argentina 83, baixos 2a 08023 Barcelona | http://www.lletres.cat                |                |           |
| Papers de Joventut                                     |          |                 | Bimestral     | Joventut                                                                  |                                                            | Vilamarí, 54 baixos 08015 Barcelona                         |                                       |                |           |
| Ciutat Nova                                            |          |                 | Bimestral     | Religiosa                                                                 |                                                            | Escultor Llimona, 36, entresol 4a, 08031 Barcelona          |                                       |                |           |
| Valors                                                 | 2003     |                 | Mensual       | Reflexió actualitat                                                       | Associació Cultural Valors                                 | Sant Josep, 18-20 08301 Mataró                              | www.valors.org                        |                |           |
| Relats                                                 |          |                 | Trimestral    | Pensament, solidaritat, filosofia, compromís, medi ambient, xarxa social. |                                                            | Fernando Poo 55, baixos 2a 08005 Barcelona                  |                                       |                |           |
| Temps de Viure                                         |          |                 | Mensual       | Gent gran                                                                 |                                                            | Bethencourt, 12 baixos 08014 Barcelona                      |                                       |                |           |
| Biorritmes                                             |          |                 | Trimestral    | Fibromiàlgia i síndrome de fatiga crònica                                 |                                                            | Gran Via, 16 baixos, 08600 – Berga (Barcelona)              |                                       |                |           |
| DCIDOB                                                 |          |                 | Trimestral    | Relacions internacionals                                                  |                                                            | Elisabets, 12, 08001 Barcelona                              |                                       |                |           |
| Eines per a l'esquerra nacional                        |          |                 | Trimestral    | Reflexió política                                                         |                                                            | Calàbria, 166, entresòl, 08015 Barcelona                    |                                       |                |           |
| Top girona                                             |          |                 | Trimestral    | Turística, cultural, artística i gastronómica                             |                                                            | Plaça Tomàs Baraut, 1, local 17007 Girona                   | http://www.topgirona.com              |                |           |
| Articles de Didàctica de la Llengua i de la Literatura |          |                 | Trimestral    | Llengua                                                                   |                                                            | Hurtado, 29 08022 Barcelona                                 |                                       |                |           |
| Eben Interiors                                         |          |                 | Trimestral    | Interiorisme disseny, arts decoratives, arquitectura...                   |                                                            | Muntaner, 48-50 5è 4a, Barcelona                            | http://www.eben.lesrevistes.cat       |                |           |
| Fòrum                                                  |          |                 | Quadrimestral | Organització i gestió educativa                                           |                                                            | Hurtado, 29 08022 Barcelona                                 |                                       |                |           |
| Comunicació 21                                         |          |                 | Semestral     | Comunicació                                                               |                                                            | Jacquard, 3, baixos 08028 Barcelona                         | http://www.comunicacio21.cat          |                |           |
| Cooperació Catalana                                    |          |                 | Mensual       | Cooperativisme                                                            |                                                            | Aragó, 281, 1r 1a 08009 Barcelona                           |                                       |                |           |
| Cadí-Pedraforca                                        |          |                 | Semestral     | Història, natura i patrimoni                                              |                                                            | Cassà de la Selva                                           | http://www.cadipedraforca.cat         |                |           |
| BC+R (Banys cuines i reformes)                         |          |                 | Trimestral    | especialitzada en l'equipament de banys, cuines i reformes.               |                                                            | Muntaner 48–50 5è 4a 08006 Barcelona                        | http://www.bcr.lesrevistes.cat        |                |           |
| Bouquet de Boda                                        |          |                 | Trimestral    | Informació del món nupcial                                                |                                                            | Sant Antoni, 11 Mollet del Vallès                           | http://www.bouquetnuvis.com           |                |           |
| A prop! Comunicació                                    |          |                 | Trimestral    | Comunicació de Proximitat                                                 |                                                            | Vilamarí, 54 Barcelona                                      |                                       |                |           |
| Gavarres                                               |          |                 | Semestral     | Història, natura i patrimoni                                              |                                                            | Germà Agustí, 1, 17244 Cassà de la Selva                    | http://www.gavarres.com               |                |           |
| Club Moto                                              |          |                 | Mensual       | Motor                                                                     |                                                            | Espronceda 353, entl. 2a 08027 Barcelona                    |                                       |                |           |
| Les Garrotxes                                          |          |                 | Semestral     | Història, natura i patrimoni                                              |                                                            | Germà Agustí, 1 17244 Cassà de la Selva                     | http://www.garrotxes.cat              |                |           |
| Benzina                                                |          |                 | Mensual       | Tendències                                                                |                                                            | Jacquard, 3 baixos 08028 Barcelona                          | http://www.revistabenzina.cat         |                |           |
| Caramella                                              |          |                 | Semestral     | Cultura Popular                                                           |                                                            | Major, 51, baixos 08513 (Prats del Lluçanès)                | http://www.revistacaramella.cat       |                |           |
| El món medieval                                        |          |                 | Bimestral     | Història                                                                  |                                                            | Diputació, 286, principal 1a, 08009 Barcelona               | http://www.monmedieval.cat            |                |           |
| Conills                                                |          |                 | Trimestral    | Cunicultura                                                               |                                                            | Av. Francesc Cambó, 14 6A 08003 Barcelona                   |                                       |                |           |
| Esports d'hivern                                       |          |                 | Estacional    | Esports d'hivern                                                          |                                                            | Sant Gervasi de Cassoles 79, bx 08022 Barcelona             | http://www.esportsdhivern.cat         |                |           |
| Àmbits de política i societat                          |          |                 | Trimestral    | Política i societat                                                       |                                                            | Roger de Llúria, 155-157, entl. 1a 08037 Barcelona          |                                       |                |           |
|                                                        |          |                 |               |                                                                           |                                                            |                                                             |                                       |                |           |
| La Terra                                               |          |                 | Mensual       | Informació professional i sindical                                        | Edicions La Terra, S.L.                                    | Avinguda Francesc Cambó, 14 3C 08003 Barcelona              |                                       |                |           |
| Cupatges                                               | 2004     |                 |               | Vi i gastronomia                                                          | STILGRAPHIC, S.L.                                          | Independència 384-386, ent., despatx 1. 08041 Barcelona     | http://www.cupatges.cat               |                | 1699-2466 |
| Descobrir Catalunya                                    |          |                 |               |                                                                           |                                                            |                                                             |                                       |                |           |
| Sàpiens                                                |          |                 | Mensual       | Història                                                                  | Sàpiens Publicacions                                       | Corders, 22-28 Badalona                                     | http://www.sapiens.cat                |                | 1695-2014 |
| Bonart                                                 |          |                 | Mensual       | Art                                                                       | Bonart Editorial                                           | Narcís Blanch, 2n 1a 17003 Girona                           | http://www.bonart.cat                 |                | 1885-4389 |
| Enderrock                                              | 1993     |                 | Mensual       | Música                                                                    | Grup Enderrock                                             | Muntaner 477, bxs 2a 08021 Barcelona                        | http://www.enderrock.cat              |                |           |
| L'Avenç                                                | 1977     |                 | Mensual       | Cultura i història                                                        | L'avenç SL                                                 | Passeig de Sant Joan 26, 2n 1a, 08010 Barcelona             | http://www.lavenc.com                 |                |           |
| Jaç                                                    |          | 2012 indefinida |               | Jazz                                                                      | Grup Enderrock                                             | Muntaner, 477, bxs. 2a 08021 Barcelona                      | http://www.jazz.cat                   |                |           |
| Serra d'Or                                             | 1959     |                 | Mensual       | Cultural                                                                  | Publicacions de l'Abadia de Montserrat                     | Ausiàs Marc, 92-98 08013 Barcelona                          |                                       |                | 0037-2501 |
| Castells                                               | 2004     |                 | Bimestral     | Castells                                                                  | Utopia Global                                              | Rambla de Catalunya, 35 ppal 2a 08007 Barcelona             | http://www.revistacastells.cat        |                |           |
| Sons de la Mediterrània                                | 2007     | 2012 indefinida |               |                                                                           | Grup Enderrock                                             | Muntaner, 477, bxs. 2a 08021 Barcelona                      | http://www.sonsdelamediterrania.cat   |                |           |
| 440Clàssica                                            |          |                 |               |                                                                           | Grup Enderrock                                             | Muntaner, 477, bxs. 2a 08021 Barcelona                      | http://www.440classica.cat            |                |           |
| Viure en família                                       |          |                 |               |                                                                           |                                                            |                                                             |                                       |                |           |
| ONGC                                                   |          |                 |               |                                                                           |                                                            |                                                             |                                       |                |           |
| Estris                                                 | 1971     |                 | Bimestral     | educació en el lleure i acció social                                      | Fundació Pere Tarrés                                       | Numància, 149 - 151 08029 Barcelona                         | http://www.peretarres.org/estris      |                |           |
| Nuvis                                                  |          |                 |               |                                                                           |                                                            |                                                             |                                       |                |           |
| Foc Nou                                                |          |                 | Mensual       | Religió, espiritualitat, cultura i societat.                              | El Ciervo 96                                               | Calvet 56, entl.3a 08021 Barcelona                          | http://www.focnou.cat                 |                |           |
| Dialogal                                               |          |                 | Trimestral    | Diàleg interreligiós                                                      | El Ciervo 96                                               | Calvet 56, entl.3a 08021 Barcelona                          | http://www.dialogal.cat               |                |           |
| Els Marges                                             | 1974     |                 | Quadrimestral | Llengua i literatura catalanes                                            | L'avenç SL                                                 | Passeig de Sant Joan 26, 2n 1a 08010 Barcelona              | http://www.elsmarges.cat              |                |           |
| Guix                                                   | 1977     |                 | Mensual       |                                                                           | Editorial Graó                                             | Hurtado, 29 08022 Barcelona                                 |                                       |                |           |
| Guix d'Infantil                                        | 1991     |                 | Bimestral     | Educació infantil                                                         | Editorial Graó                                             | Hurtado, 29 08022 Barcelona                                 |                                       |                |           |
| Europa de les Nacions                                  | 1987     |                 |               |                                                                           | CIEMEN                                                     | Rocafort 242, bis 08029 Barcelona                           | http://www.ciemen.cat/nacions.htm     |                |           |
| Escola Catalana                                        | 1965     |                 |               | Educació                                                                  | Òmnium Cultural                                            | Diputació, 276, pral. Barcelona                             | http://www.escolacatalana.cat         |                |           |
| Decine                                                 |          |                 |               |                                                                           |                                                            |                                                             |                                       |                |           |
| Folc                                                   | 2000     | 2007            |               | Música tradicional                                                        | Grup Enderrock                                             | Muntaner, 477, bxs. 2a 08021 Barcelona                      |                                       |                |           |
| Esquitx                                                |          |                 |               |                                                                           |                                                            |                                                             |                                       |                |           |
| Alberes                                                |          |                 |               |                                                                           |                                                            |                                                             |                                       |                |           |
| Gegants                                                | 1991     |                 | Trimestral    | Gegants, bestiari i folklore en general                                   | Agrupació de Colles de Geganters de Catalunya              |                                                             | http://www.gegants.cat                |                |           |
| Entreacte                                              | 1988     |                 | Trimestral    |                                                                           | Associació d'Actors i Directors Professionals de Catalunya | Passeig de Sant Joan, 10, Pral 2a Barcelona                 | http://www.entreacte.cat              |                |           |
| Catalan Magazines                                      |          |                 |               |                                                                           |                                                            |                                                             |                                       |                |           |
| Cuina                                                  | 2000     |                 | Mensual       | Gastronomia                                                               | Sàpiens Publicacions                                       |                                                             | http://www.cuina.cat                  |                | 2172-685X |
| Canvi de mentalitat                                    |          |                 |               |                                                                           |                                                            |                                                             |                                       |                |           |
| In-fàn-ci-a                                            |          |                 |               | Educació de 0 a 6 anys                                                    |                                                            |                                                             |                                       |                |           |
| B30                                                    |          |                 |               | Revista econòmica del Vallès                                              |                                                            |                                                             |                                       |                |           |
| La Circular del SCIC                                   | 1967     |                 | Trimestral    | Cant coral infantil                                                       |                                                            | Pl. Víctor Balaguer, 5, 08003 Barcelona                     |                                       |                |           |
| A/Z Magazine                                           | 2004     |                 | Anual         | monogràfics de l'A a la Z sobre ciutats, pobles o altres temes generals.  |                                                            | C/Joan Llimona, 1 08700 Igualada                            |                                       |                |           |